# Traité de Corbeil (1258)
Pour les articles homonymes, voir Traité de Corbeil.

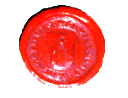
Sceau de Guillaume de Roquefeuil

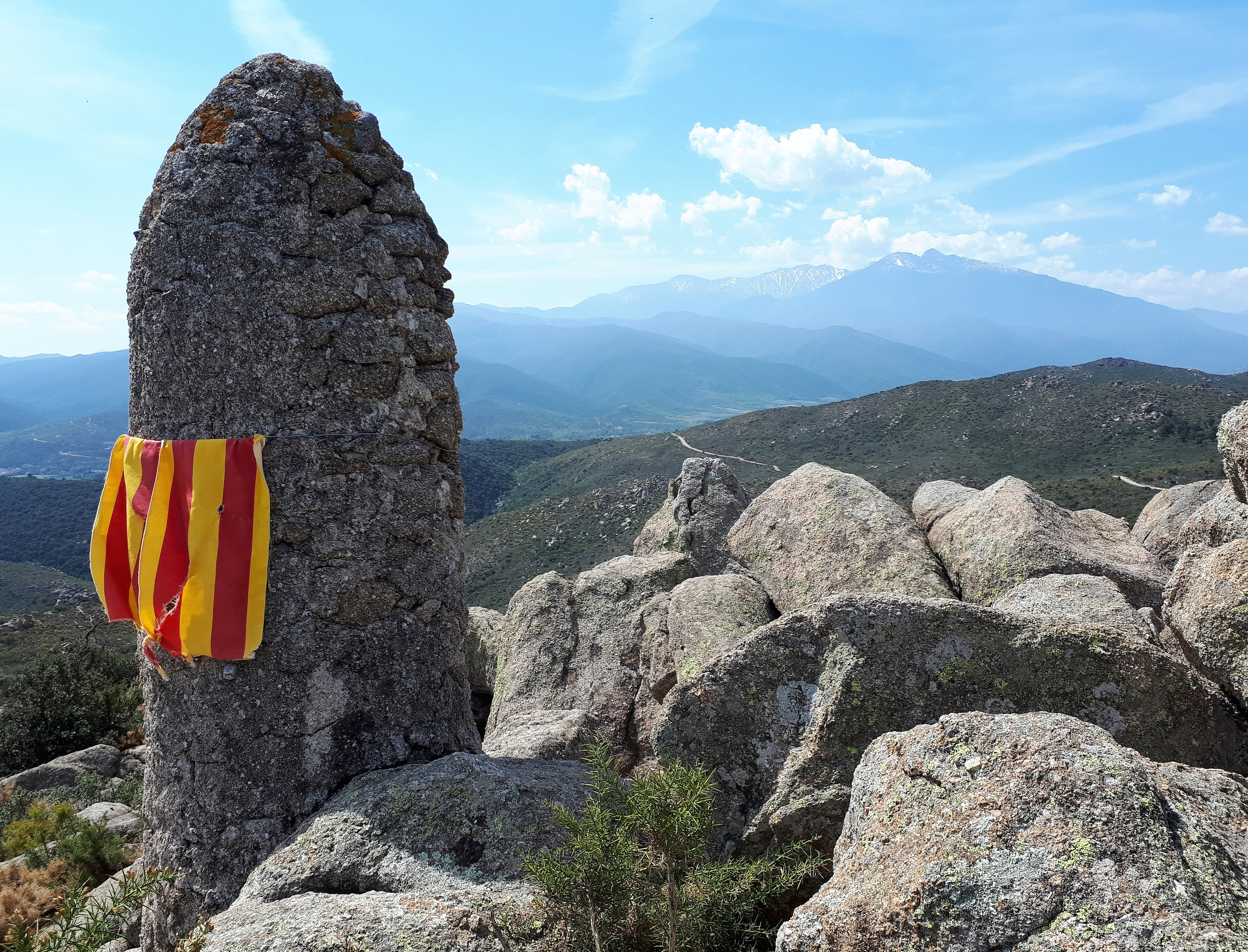
Montalba-le-Château, sur Puig Pedrós : borne-frontière du traité de Corbeil (1258) qui marque l'ancienne frontière entre le royaume de France et la principauté de Catalogne. Au loin : le massif du Canigou.

Le traité de Corbeil de 1258 est un traité signé le 11 mai 1258,, au prieuré de Saint-Jean-en-l'Isle, à Corbeil-Essonnes,, entre les représentants du roi d'Aragon  et comte de Barcelone et d'autres comtés catalans Jacques Ier,, et ceux du roi de France Louis IX.
Par ce traité, le roi de France renonce à ses prétentions sur les comtés de la Marche d'Espagne et le roi d'Aragon et comte de Barcelone et d'autres comtés catalans, renonce de son côté à certaines de ses prétentions dans le Languedoc (sauf Montpellier entre autres).

## Présentation
Ce traité fixe la frontière du royaume de France au sud des Corbières, gardée côté français par les forteresses de Termes, Aguilar, Niort, Quéribus, Peyrepertuse et Puilaurens.
Le roi de France Louis IX renonce à ses droits historiques de suzeraineté sur les comtés catalans : le Roussillon et la Cerdagne, et les autres aux sud des Pyrénées, dont le comté de Barcelone,. Ces droits sont essentiellement issus de la possession par Charlemagne de la Marche d'Espagne, qui dans les faits n'étaient plus sous la domination des rois de France mais sous la suzeraineté du roi d'Aragon comte de Barcelone.
En contrepartie, le roi d'Aragon Jacques Ier renonce d'une manière général à ses droits de suzeraineté sur les territoires situés au nord du Roussillon et de la Cerdagne. Cela comprend 
- les différentes forteresses citées ci-dessus[8],
- un ensemble de territoires avec une suzeraineté effective (exp. Gévaudan) ou revendiquée (exp. duché de Narbonne),
- des territoires dépendants du comte de Toulouse et précédemment inféodés par le comte Raymond VI au roi Pierre I de Catalogne (Pierre II[8]),
- le comtés et vicomtés cédés en 1179 par le roi Alphonse I de Catalogne (Alphonse II) au vicomte Roger III de Béziers[8], Carcassonne[5]  et Razès[5], avec le Lauraguais et le Minervois.

Le roi d'Aragon Jacques Ier ne conserve que la seigneurie de Montpellier, la vicomté de Carlat et la baronnie d'Aumelas.

## Organisation du traité
Le traité est rédigé en latin médiéval en un bloc de texte compact qui peut être organisé comme suit, :
- Titre : « Instrument de paix entre Louis roi de France et Jacques roi d'Aragon, convenue en raison de certaines terres restituées entre eux. »

- Énoncé du différend à régler : Le roi de France réclame la suzeraineté sur des territoires catalans (au sud), tandis que le roi d'Aragon affirme ses droits sur différents territoires du Languedoc (au nord) :
  - Carcassonne et le Carcassès, Rennes et le Razès, Laurac et le Lauragais, Termes et le Termenès, Béziers et la vicomté de Biterrois, Agde et l'Agathois, Albi et l'Albigeois, Rodez et le Ruthénois, le comté de Foix, Cahors et le Quercy, Narbonne et son duché, Minerve et le Minervois, Fenouillet et le Fenouillèdes, le pays de Sault, Peyrepertuse et le Peyrepertusès, Millau et tout son comté, Crédona avec sa vicomté, le Gévaudan, Nîmes et le Nîmois, Toulouse et tout le comté de Toulouse et Saint-Gilles.

- Les ambassadeurs du roi d'Aragon, munis de leurs procurations se sont rendus auprès du roi de France.

- Le roi de France renonce aux comtés catalans :
  - Barcelone et Urgell, Besalú, Roussillon, Ampourdan, Cerdagne, Conflent, Girone, et Osona.

- Le roi d'Aragon renonce à un ensemble de territoires au nord :
  - Carcassonne et le Carcassès, Rennes et le Razès, Laurac et le Lauragais, Termes et le Termenès, Minerve et le Minervois, Fenouillet et le Fenouillèdes, Peyrepertuse et le Peyrepertusès le comté de Millau et du Gévaudan, Nîmes et le Nîmois, le comté de Toulouse et Saint-Gilles,

- Le cas particulier des fiefs mouvants est traité : si un fief mouvant du sud dépendait d'un fief du nord, il appartiendra au roi d'Aragon, et réciproquement pour le roi de France.

- Les ambassadeurs, au nom du roi d'Aragon, renoncent aussi à d'autres territoires du nord :
  - Béziers et sa vicomté, Agde et l'Agathois, Albi et l'Albigeois, Rodez et le Rouergue, le comté de Foix, Cahors et le Quercy, Narbonne et son duché, Puylaurens, Quéribus, Château Fidèle et le pays de Sault, Crédona et sa vicomté.
  - Toulouse et tout le comté de Toulouse et Saint-Gilles, les terres d'Agenais et de Venaissin ; ainsi que dans toute autre possession de Raymond ancien comte de Toulouse.

- Les ambassadeurs s'engagent en leur nom et au nom du roi d'Aragon à respecter ce traité, en présence notamment du fils ainé du roi de France.